# His Kind of Woman
His Kind of Woman is een Amerikaanse film noir uit 1951 onder regie van John Farrow en Richard Fleischer. Destijds werd de film in Nederland uitgebracht onder de titel De vrouw die hij begeerde.

## Verhaal
De verbannen maffiabaas Nick Ferraro wil weer naar de Verenigde Staten komen. Voor zijn plannetje heeft hij de beroepsgokker Dan Milner in gedachten. Hij ontbiedt hem in Mexico en laat hem daar kennismaken met een mooie vrouw. Milner komt er al vlug achter dat zijn reis misschien minder plezierig zal worden dan hij had gedacht.

## Rolverdeling
| Acteur            | Personage            |
| ----------------- | -------------------- |
| Robert Mitchum    | Dan Milner           |
| Jane Russell      | Lenore Brent         |
| Vincent Price     | Mark Cardigan        |
| Tim Holt          | Bill Lusk            |
| Charles McGraw    | Thompson / Verteller |
| Marjorie Reynolds | Helen Cardigan       |
| Raymond Burr      | Nick Ferraro         |
| Leslie Banning    | Jennie Stone         |
| Jim Backus        | Myron Winton         |
| Philip Van Zandt  | Jose Morro           |
| John Mylong       | Martin Krafft        |
| Carleton G. Young | Gerald Hobson        |